# 한양 한씨
한양 한씨(漢陽 韓氏)는 서울특별시를 본관으로 하는 한국의 성씨이다.

## 역사
한양 한씨(漢陽 韓氏)는 청주 한씨(淸州 韓氏)에서 직계 분적된 성씨 본관이다.
한양 한씨(漢陽 韓氏)의 시조 한원서(韓元諝)는 청주 한씨(淸州 韓氏)의 시조 한란(韓蘭)의 6세손으로 고려 충렬왕(高麗 忠烈王) 치세 시기에 문과 급제 이후 추성보절공신(推誠保節功臣)에 제수된 것에 이어 삼중대광(三重大匡), 도첨의 좌정승(都僉議 左政丞), 판군부사사 상호군(判軍簿司事 上護軍), 예문관 대제학(藝文館 大提學)을 역임 이후 한양부원군(漢陽府院君)이라는 작위에 책봉되었다. 이로 인하여 이후 그의 후손들이 청주 한씨에서 전격 직계 분적을 하여 한원서(韓元諝)를 시조로 받들고 한양(漢陽)을 관향으로 삼아 한양 한씨(漢陽 韓氏)라는 세보의 세계를 이었다.